# والت رانكين
والت رانكين (بالإنجليزية: Walt Rankin)‏ هو لاعب كرة قدم أمريكية أمريكي، ولد في 28 يناير 1919 في مقاطعة غرادي في الولايات المتحدة، وتوفي في 7 ديسمبر 1993.

## وصلات خارجية
- والت رانكين على موقع مرجع كرة القدم المحترفة.كوم (الإنجليزية)